# جيراردو ريبيرو
جيراردو ريبيرو (بالبرتغالية: Gerardo Ribeiro) هو عازف كمان برتغالي، ولد في 1950 في بورتو في البرتغال.

## وصلات خارجية
- جيراردو ريبيرو على موقع ميوزك برينز (الإنجليزية)
- جيراردو ريبيرو على موقع ديسكوغز (الإنجليزية)